# 舒嘉猷
舒嘉猷（1871年—1946年），云南鶴慶州（今鶴慶縣）云鹤镇人。清光绪三十年（1904年）甲辰，考取末科进士，位列三甲第十名。出任四川通江县知县。民国初年任永北直隶厅（今麗江市）厅长。工书法，楷書、行書俱佳。遗作有《重建白马庙碑》《重修一相寺记》等。